# Prudent Bettens
Prudent Bettens (Waregem, 4 juli 1943 - Waregem, 20 september 2010) was een Belgische voetballer en voetbalcoach. Hij speelde bijna zijn volledige carrière voor KSV Waregem, waar hij nadien ook even als coach actief was. Bettens kwam ook drie keer uit voor de Belgische nationale ploeg.
Hij werd na zijn loopbaan als profvoetballer uitgeroepen tot "Esseveeër van de Eeuw".

## Carrière
Bettens debuteerde in 1959 in het eerste elftal van toenmalig derdeklasser KSV Waregem nadat trainer Jeroom Burssens hem aan het elftal had toegevoegd.Hij debuteerde thuis tegen Crossing Molenbeek 0-0.In zijn vierde wedstrijd scoorde hij zen eerste doelpunt tegen Hasseltse VV 1-1 in zijn vierde wedstrijd. In 1963 veroverde Bettens er met Waregem de titel. De club promoveerde en onder coach Marcel Decorte kon men zich goed handhaven in Tweede Klasse. Meer nog, in 1966 werd Waregem ook daar kampioen, waardoor de club voor het eerst in de geschiedenis naar de hoogste afdeling promoveerde.
Bettens was bij Waregem ondertussen als midvoor al uitgegroeid tot een steunpilaar van het elftal. Hij stond als een van de voornaamste spelers van het team aan de basis van de snelle opgang van de club. Ook toen Freddy Chaves als vervanger van Decorte werd aangesteld, kwam de positie van Bettens niet in gevaar.
Na meer dan een decennium voor KSV Waregem te hebben gespeeld, stapte Bettens in 1971 over naar Cercle Brugge onder trainer Urbain Braems. Cercle was toen net naar Eerste Klasse gepromoveerd. In zijn eerste seizoen kreeg Bettens nog regelmatig een speelkans, maar toen Braems door de Nederlander Han Grijzenhout werd vervangen, kwam Bettens nog amper aan spelen toe. Eind oktober 1972 speelde hij er zijn laatste wedstrijd en vanaf dan zette hij een punt achter zijn loopbaan op het hoogste niveau.
Hij voetbalde vervolgens nog in de lagere divisies voor VG Oostende, FC Brakel, VK Avelgem en Lokerse SV. Bij Brakel en Lokerse ging hij later ook aan de slag als coach.  Hij trainde ook een tijdje bij Ertvelde, SK Roeselare, Zwevegem, Denderhoutem, de andere Waregemse club, Racing Waregem, en SK Torhout.
Tijdens het seizoen 2001 keerde Bettens heel even terug naar de club van zijn hart, KSV Waregem. De club was in de loop der jaren naar Vierde Klasse afgezakt, en verkeerde in moeilijkheden. Na het vertrek van trainer Marc Millecamps, die met de club de eindronde had gehaald, wist KSV Waregem niet meer bij de top te behoren. Heel wat trainers passeerden de revue, waarna de club uiteindelijk terechtkwam bij Bettens. Hij leidde de club nog naar een vijfde plaats, maar kort daarna ging Waregem op in een fusie met Zultse VV. Bettens was zo de laatste coach van Waregem voor het ontstaan van fusieclub SV Zulte Waregem.
Nadien werd hij de uitbater van De Klauwaert, een supporterslokaal van Zulte Waregem. Bettens bleef ook actief in het verenigingsleven in Waregem. Zo was hij onder meer bestuurslid van basketbalclub Damesbasket Waregem. Hij lanceerde ook enkele evenementen, zoals Sportambassadrice Waregem en Miss Waregem Koerse.
Bettens overleed op 67-jarige leeftijd aan een hartaanval.

## Nationale ploeg
In totaal kwam Prudent Bettens drie keer in actie voor de Belgische nationale ploeg. Zijn debuut maakte hij op 16 april 1967 onder selectieheer Constant Vanden Stock. Met België won hij in een vriendschappelijke wedstrijd tegen het Nederland. Daarna speelde hij nog eens tegen Polen en Finland. De wedstrijd tegen Finland vond plaats in het Regenboogstadion, waar Bettens toen voor KSV Waregem speelde.